# Ladislaus von Wrbna
Ladislaus von Wrbna-Freudenthal gróf, németül: Ladislaus Graf von Wrbna und Freudenthal, (1795. július 5. – 1849. december 21.) osztrák császári altábornagy, nevének magyaros formája Wrbna László.
Gróf. Régi arisztokrata család sarjaként született. 1816-tól katona, a 2. ulánusezred századosa. 1817-ben az unalmas békeszolgálat helyett inkább egy meglehetősen kalandos utat tett Brazíliába. 1821-ben már az 1. Huszárezred őrnagya volt. 1826-ban a 6. vértesezred alezredese, de két év múlva visszakerült az 1. Huszárezredbe. 1829-től a 9.huszárezred ezredese. 1834-ben vezérőrnaggyá léptették elő, és dandárparancsnok lett Brünnben. 1846-ban hadtestparancsnokként harcolt a lengyel felkelők ellen Nyugat-Galíciában. 1848-ban hadosztályparancsnok Alsó-Ausztriában.
1848-ban a magyarországi hadjáratban a császári II. hadtest parancsnoka. Január 7-én Windisch-Grätz őt küldte Görgey feldunai hadtestének üldözésére, ő azonban csapatai fáradtságára hivatkozott, így másnap visszahívták, és Görgey üldözését csak a Csorich hadosztálya folytatta. Hadteste élén jól megállta a helyét Kápolnánál. Március 1-jén Egerfarmosnál megverte Klapka I. hadtestének utóvédjét. Ezután Verona parancsnokává nevezték ki 1849 júliusában. Ezt súlyos kudarcként élte meg, és rövidesen öngyilkosságot követett el.